# Небелас Денис Володимирович
Дени́с Володи́мирович Небела́с (* (17 лютого 1989, Лугини) — український кадровий військовослужбовець, підполковник Збройних Сил України, учасник Війни на сході України.

## Життєпис
Народився 17 лютого 1989 року в смт Лугини, Житомирської області.
Навчався в Лугинській загальноосвітній школі № 1 I—III ст. Після закінчення школи, вступив до Військового інституту Київського національного університету імені Тараса Шевченка, який закінчив у 2011 році. Службу розпочав лейтенантом у 72-й гвардійській окремій механізованій бригаді, в/ч А2167, м. Біла Церква. (2011—2018 рік).
З початком АТО увійшов до складу 3-ї батальйонної-тактичної групи 72-ї ОМБР на посаді заступника командира роти. 
Старший офіцер відділу Військового інституту Київського національного університету імені Тараса Шевченка.

## Військова служба
- 2006—2011 — Військовий інститут Київського національного університету імені Тараса Шевченка
- 2011—2018 — 72 ОМБр*
- 2018 — по теперішній час Військовий інститут Київського національного університету імені Тараса Шевченка

## Нагороди
- 8 вересня 2014 року — за особисту мужність і героїзм, виявлені у захисті державного суверенітету та територіальної цілісності України, вірність військовій присязі під час російсько-української війни, відзначений — нагороджений Орденом «За мужність» III ступеня.
- 17 лютого 2016 року — за особисту мужність і героїзм, виявлені у захисті державного суверенітету та територіальної цілісності України, вірність військовій присязі під час російсько-української війни, відзначений — нагороджений Відзнакою Президента України «За участь в антитерористичній операції»
- Нагрудний знак «Учасник АТО» — відзнака Начальника Генерального Штабу Збройних сил України
- Нагрудний знак «За зразкову службу»
- 7 лютого 2017 року — за самовіддане служіння Українському народові, високий професіоналізм та значний внесок у розвиток військово-соціального забезпечення Збройних Сил України, відзначений — нагороджений почесною грамотою Начальника Генерального штабу — Головнокомандувача Збройних Сил України.
- 6 грудня 2020 року — нагороджений відомчою заохочувальною відзнакою Медаль «10 років сумлінної служби» (Міністерство оборони України).
- 26 червня 2023 року — нагороджений почесним нагрудним знаком «Срібний хрест» (Головнокомандувач ЗСУ).
- 6 грудня 2023 року — нагороджений медаллю «За жертовність і любов до України» (Митрополит Київський і всієї України Епіфаній).
- 16 лютого 2024 року — нагороджений Медаль За поранення (Міністерство оборони України).